# Ligia Pimienta
Ligia Pimienta Estrada, (Itagüí, 1938-Ibídem, 22 de julio de 2009) fue una distinguida directora, empresaria y escritora de la ciudad de Itagüí, Colombia.

## Vida y obra
Ligia Pimienta Estrada nació el año de 1938 en el municipio de Itagüí. Licenciada en Literatura de la Universidad de Antioquia. Fundadora del Centro de Historia de Itagüí y de la Escuela de Arte Eladio Vélez. Fue presidenta de la sociedad de mejoras públicas de Itagüí.
Es muy reconocida por el liderazgo que dejó como legado, en temas de la cultura y el arte en Antioquia, con proyectos sociales ambiciosos, visionarios y pertinentes. La Escuela de Arte Eladio Vélez es considerada hoy como patrimonio cultural de la ciudad y de Antioquia. Fue uno de los líderes del proyecto de construcción del Centro Administrativo Municipal de Itagüí (CAMI) en el cual se habilitó una sala de exposición en su nombre.
En el año 1979 se inauguró la Escuela de Arte Eladio Vélez. Fue una de las primeras instituciones artísticas del sur del Valle de Aburrá. Ligia Pimienta Estrada estuvo al frente de esta institución hasta los últimos días de su vida.
Sus obras e iniciativas artísticas son consideradas relevantes para Antioquia como las obras e iniciativas artísticas de Fanny Mikey en Bogotá.